# Charonne (Seine)
Pour les articles homonymes, voir Charonne.
Charonne est une ancienne commune de l'ancien département de la Seine qui a existé de 1790 à 1859 avant l'extension de Paris aux limites de l'enceinte de Thiers qui absorba alors l'essentiel de son territoire, le reste ayant été rattaché à Montreuil et Bagnolet.

## Situation géographique
La commune de Charonne fait partie dès sa création du département de la Seine, à l'origine nommé « département de Paris ». Elle est d’abord intégrée au district de Saint-Denis, renommé district de Franciade, et elle est classée dans le canton de Belleville. En 1800, les districts sont remplacés par des arrondissements et la commune de Charonne, à la suite de l'arrêté des Consuls du 25 fructidor an IX, appartient à l’arrondissement de Saint-Denis et se trouve dans le canton de Pantin.
La commune était limitée :
- à l'ouest, par le mur des fermiers généraux (actuels boulevards de Ménilmontant et Charonne) ;
- au nord, par la limite avec la commune de Belleville, actuellement rue des Amandiers, rue des Partants, rue Villiers-de-l'Isle-Adam, rue Pelleport, rue du Surmelin (à l'emplacement du mur d'enceinte de l'ancien parc de Saint-Fargeau) ;
- à l'est, par les limites avec la commune de Bagnolet et la commune de Montreuil (actuellement rue d'Alembert et rue Armand Carrel) ;
- au sud, par la limite avec la commune de Saint-Mandé (rue de Lagny).

| Belleville             | Belleville, Bagnolet | Bagnolet            |
| Paris (ancien 8e arr.) | Charonne             | Bagnolet, Montreuil |
| Paris (ancien 8e arr.) | Saint-Mandé          | Saint-Mandé         |

## Toponymie
Selon Michel Roblin, Cataronis est attesté au Xe siècle et Karrona est attesté au XIIe siècle. Le suffixe gaulois ona désigne une source ou un cours d’eau. La configuration géographique de la commune, au pied de la butte de Ménilmontant, confirme l’origine.

## Histoire

### Les origines

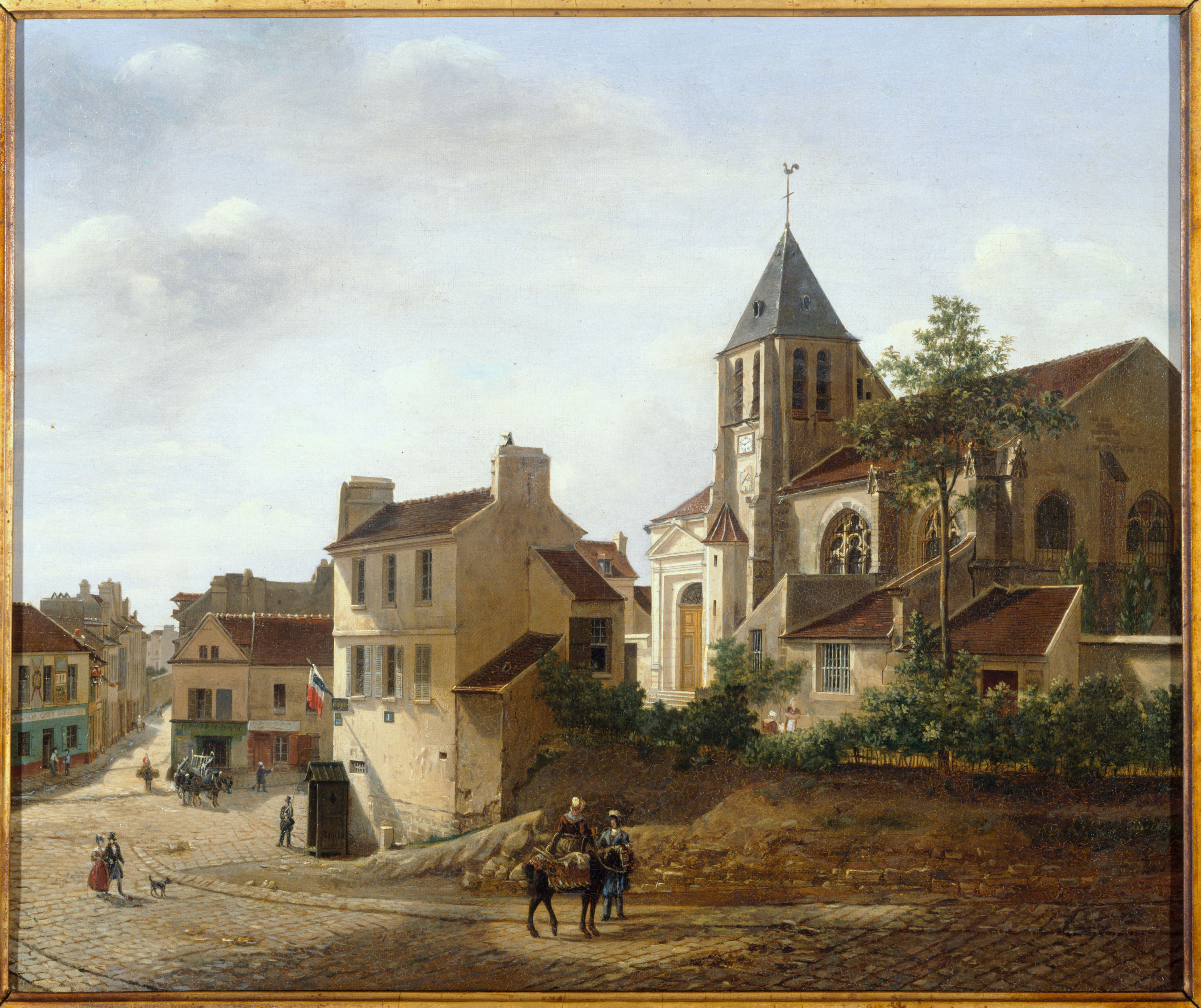
Le bourg de Charonne et l'église Saint-Germain vers 1830.

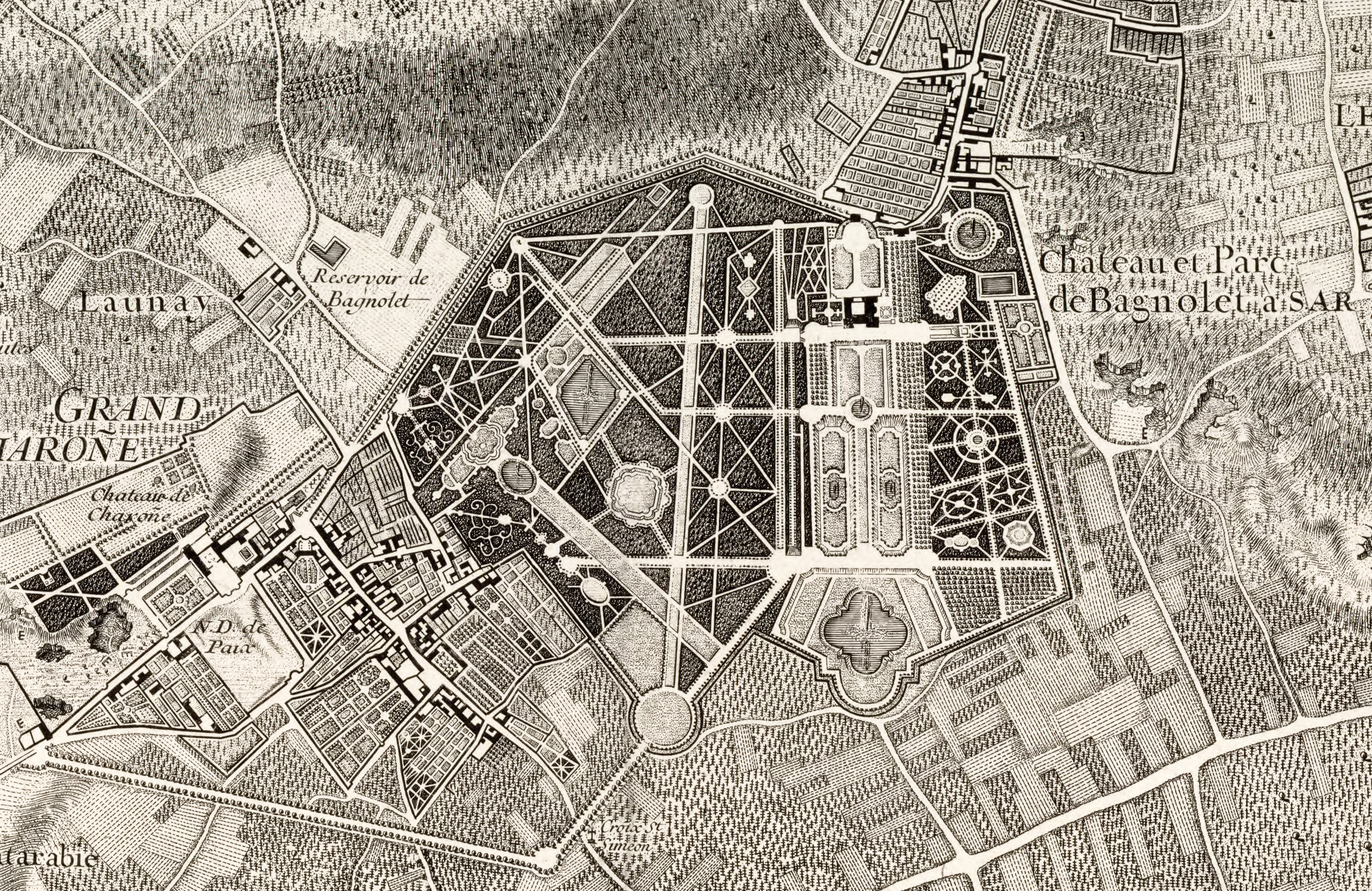
Extrait du plan de Roussel avec le bourg de Charonne, son château et le parc du château de Bagnolet (1730).

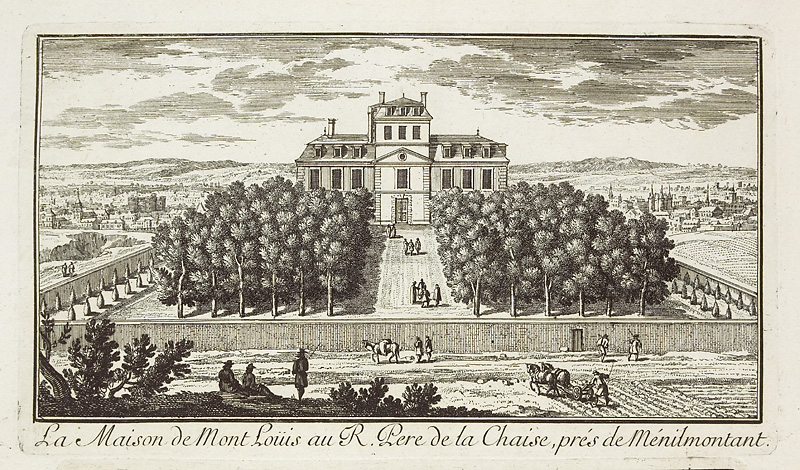
La maison du Père-Lachaise.

L'origine du nom du village est inconnue.
On peut commencer l’histoire de la seigneurie de Charonne en 1008, lorsque ses droits et ses terres furent cédées par le roi Robert le Pieux  à l’abbaye de Saint-Magloire, qui les conserva jusqu’en 1576. La duchesse d’Orléans acquit la Seigneurie en 1643 et en fit don à la congrégation de Notre-Dame-de-la-Paix qui l’occupa jusqu’en 1681.
La commune était partagée entre, :
- le Grand Charonne, qui correspondait au centre du village, au croisement de l’actuelle rue Saint-Blaise et de la rue de Bagnolet au pied de l'église Saint-Germain et du château de Charonne disparu au début du XIXe siècle ;
- le Petit Charonne, situé le long de la route de Montreuil (actuellement rue d'Avron) vers la place du Trône (actuelle place de la Nation).

Située à proximité immédiate de Paris, la colline de Charonne est un lieu de villégiature. Au pied de la colline, un riche commerçant du nom de Régnault de Wandonne achète en 1430 un domaine pour y faire construire une folie, dite Folie-Regnault (qui a donné son nom à la rue de la Folie-Regnault). Ce domaine, appelé Mont-Louis, est racheté par les Jésuites pour en faire un lieu de repos et de convalescence où demeura notamment François d'Aix de La Chaise. À l'est du bourg, le château de Bagnolet et ses jardins sont agrandis au XVIIe siècle et au XVIIIe siècle. Le château de Charonne était perpendiculaire à la rue de Bagnolet, sur laquelle la grille empiétait, au nord, en face de la rue Florian. Le chemin du Parc-de-Charonne y aboutissait.
Le gibet se trouvait à l'extérieur du bourg, vers l'actuelle rue de la Justice.
Après la construction du mur des Fermiers généraux, la commune est accessible par plusieurs barrières :
- barrière des Amandiers (place Auguste-Métivier) ;
- barrière d'Aunay ;
- barrière des Rats ;
- barrière de Fontarabie, sur la route de Bagnolet (actuelle rue de Bagnolet) ;
- barrière de Montreuil, sur la route de Montreuil (actuelle rue d'Avron) ;
- barrière du Trône, située à Saint-Mandé, mais très proche de la rue de Lagny.

En conséquence du décret Impérial sur les sépultures du 12 juin 1804, plusieurs cimetières sont créés hors des limites de la capitale. Le cimetière du Père-Lachaise est ouvert sur les anciens terrains des Jésuites.
L'enceinte de Thiers, construite entre 1841 et 1844, coupe la commune en deux, la majeure partie de la commune se trouvant à l'intérieur des murs. La commune était accessible par la porte de Ménilmontant (rue du Surmelin), la porte de Bagnolet (rue de Bagnolet) et la porte de Montreuil (rue d'Avron actuelle). L'enceinte est doublée par la ligne de Petite Ceinture, mise en service le 25 mars 1854 entre La Chapelle et Bercy.

### Le rattachement à Paris

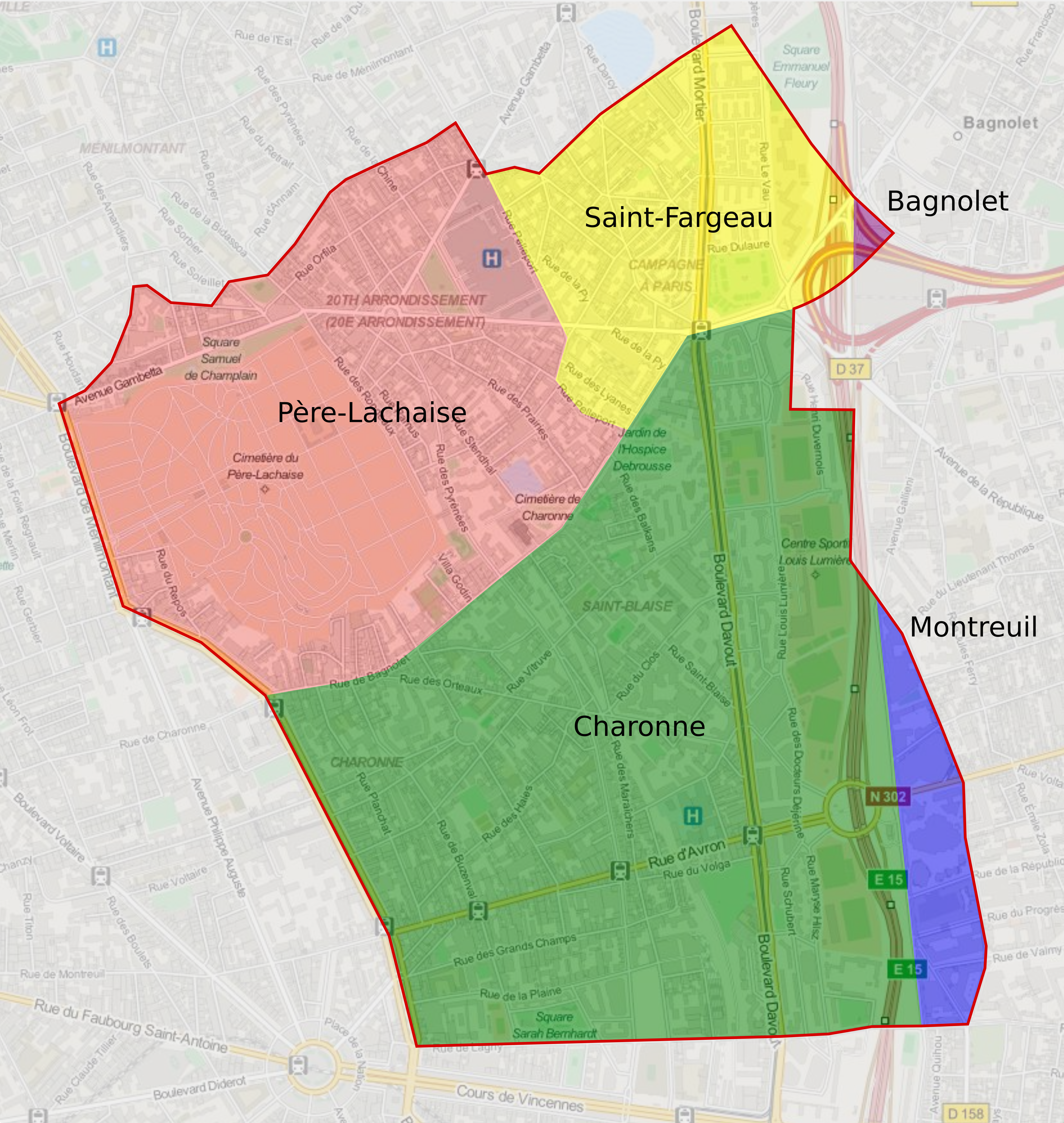
Répartition du territoire communal entre les quartiers parisiens et les communes limitrophes.

La loi du 16 juin 1859 supprime la commune qui est partagée entre plusieurs communes. La majeure partie du territoire de la commune, située entre le mur des Fermiers généraux et l'enceinte de Thiers, est incorporée à Paris. Le reste du territoire, situé extra muros est partagé entre Montreuil et Bagnolet. Après le déclassement de l'enceinte de Thiers en 1919, les territoires rattachés à ces dernières communes situés dans la zone non ædificandi des fortifications (« la Zone ») ont été rattachés à Paris par les décrets du 27 juillet 1930. Le boulevard périphérique de Paris a plus tard été construit à cet emplacement.
La partie incorporée à Paris vient constituer la majeure partie du 20e arrondissement, mais est scindée entre plusieurs quartiers administratifs :
- quartier de Charonne ;
- quartier du Père-Lachaise ;
- quartier Saint-Fargeau.

L'ancien bourg se trouve ainsi partagé entre les quartiers de Charonne et du Père-Lachaise.

## Évolution démographique
| 1793 | 1800 | 1806 | 1821 | 1831  |
| ---- | ---- | ---- | ---- | ----- |
| 663  | 599  | 500  | 788  | 2 378 |

| 1836  | 1841  | 1846  | 1851  | 1856   |
| ----- | ----- | ----- | ----- | ------ |
| 3 768 | 4 726 | 5 955 | 6 757 | 12 110 |

## Lieux et monuments notables
- Église Saint-Germain de Charonne
- Cimetière du Père-Lachaise | Chapelle du Père-Lachaise
- Cimetière de Charonne
- Château de Bagnolet
- Réservoir de Charonne

## Voies de la commune de Charonne
La liste dans le tableau ci-dessous recense les voies publiques de la commune de Charonne rattachées à la voirie parisienne par un décret du 23 mai 1863, à la suite d'une délibération du conseil municipal de Paris du 6 février de la même année.
| Nom en 1863                                                                                                   | Nom actuel | Commentaires |
| --- | --- | --- |
| Rue des Amandiers                                                                                             | Rue des Amandiers | Le chemin apparait sur le plan d'Albert Jouvin de Rochefort (1672). Limite entre les communes de Charonne et Belleville. |
| Rue Aumaire (ou au Maire)                                                                                     | Rue Vitruve (section entre la place des Grès et le boulevard Davout)                                                                                           | Le chemin apparait sur le plan d'Albert Jouvin de Rochefort (1672). Elle est réunie à la rue Vitruve en 1869. |
| Boulevard d'Aunay                                                                                             | Boulevard de Ménilmontant (section entre la rue de la Roquette et la rue du Chemin-Vert)                                                                       | Le boulevard longeait le mur des Fermiers généraux. Il prend son nom actuel en 1864. |
| Rue de Bagnolet                                                                                               | Rue de Bagnolet (section entre la rue Saint-Blaise et le boulevard Davout)                                                                                     | Axe central du village. |
| Sentier des Bas-Montibeux                                                                                     | Rue des Montibœufs et une partie supprimée | La rue, réunie avec le sentier des Montibœufs, prend son nom actuel en 1877. |
| Sentier des Basses-Dives                                                                                      | Rue Eugénie-Legrand et une partie supprimée | En 1877, le sentier est scindé en deux parties : l'une est incorporée à la rue Ramus et l'autre devient le passage Ramus La rue, réunie avec le sentier des Dives, prend son nom actuel en 1877. La partie rattachée à la rue Ramus disparait en partie lors de la création de la rue des Pyrénées. Le passage Ramus devient la rue Eugénie-Legrand en 1934.       |
| Sentier de Traverse-des-Basses-Dives                                                                          | Passage Stendhal | |
| Rue des Basses-Gâtines                                                                                        | Rue des Gâtines | |
| Rue des Basses-Vignoles                                                                                       | Rue des Vignoles (section entre le boulevard de Charonne et la rue de Terre-Neuve)                                                                             | Ancien chemin rural. |
| Rue de Belleville                                                                                             | Rue Pelleport (section entre la rue de Bagnolet et la rue Le Bua)                                                                                              | La section au nord de la rue Le Bua a été ouverte après le rattachement à Paris. |
| Rue du Bois                                                                                                   | Rue Planchat (section entre la rue de Bagnolet et la rue des Vignoles)                                                                                         | La rue prend son nom actuel en 1875. |
| Sentier des Buas                                                                                              | Rue de l'Adjudant-Réau et rue du Capitaine-Marchal | Rue des Hauts-Montibœufs, divisée en deux en 1915. |
| Sentier du Centre-des-Basses-Dives                                                                            | Rue Ramus (section entre la rue des Pyrénées et la rue Eugénie-Legrand)                                                                                        | |
| Sentier du Centre-de-la-Cour-des-Noues                                                                        | Rue Stendhal | Tracé rectifié |
| Rue du Centre                                                                                                 | Rue de la Réunion (section entre la rue de Bagnolet et la place de la Réunion)                                                                                 | |
| Sentier du Centre-des-Rasselins entre la rue de Montreuil (rue d'Avron) et la rue de Madame (rue des Orteaux) | Rue des Rasselins | |
| Sentier du Centre-des-Rasselins entre la rue Militaire (boulevard Davout) et la rue de la Croix-Saint-Simon   | Rue des Réglises | |
| Rue des Champs                                                                                                | Rue des Prairies et rue Malte-Brun | Le chemin apparait sur le plan d'Albert Jouvin de Rochefort (1672). Elle aboutissait à l'origine dans la rue des Partants. |
| Boulevard de Charonne                                                                                         | Boulevard de Charonne (section entre la rue de Bagnolet et la rue d'Avron)                                                                                     | Le boulevard longeait le mur des Fermiers généraux. Il fusionne avec les boulevards de Montreuil et de Fontarabie en 1864. |
| Rue du Château                                                                                                | Rue Florian | Le chemin apparait sur le plan d'Albert Jouvin de Rochefort (1672). La rue aboutissait devant le château des seigneurs de Charonne. |
| Rue du Chemin-de-Fer                                                                                          | Rue des Maraîchers (section entre la rue des Orteaux et la rue des Pyrénées) et rue des Pyrénées (section entre la rue des Maraîchers et la rue de Bagnolet)   | La rue longeait la ligne de Petite Ceinture. La rue est réunie à la rue des Quatre-Jardiniers et au sentier de la Voie-Neuve pour former la rue des Maraîchers en 1869. |
| Rue du Clos                                                                                                   | Rue du Clos | Le chemin apparait sur le plan d'Albert Jouvin de Rochefort (1672). |
| Sentier des Clos-Rasselins                                                                                    | Rue de la Croix-Saint-Simon (section entre la ligne de Petite Ceinture et la rue Saint-Blaise)                                                                 | Également appelé rue des Réglises. |
| Sentier du Clos-Réglise                                                                                       | Rue Mouraud (section entre la rue Pauline-Kergomard et la rue Saint-Blaise)                                                                                    | La rue, réunie avec le sentier Mouraud, prend son nom actuel en 1877. |
| Rue Courat | Rue Courat | Le chemin apparait sur le plan d'Albert Jouvin de Rochefort (1672). |
| Chemin de la Cour-des-Noues                                                                                   | Rue de la Cour-des-Noues (section entre la rue de la Chine et la rue Pelleport)                                                                                | |
| Sentier des Dives                                                                                             | Rue Ramus et passage Stendhal | En 1877, le sentier est partagé en deux parties de part et d'autre de la rue de Puebla : la partie à l'ouest devient la rue Ramus et la partie à l'est devient le passage Stendhal. |
| Rue de l'École                                                                                                | Rue Vitruve (section entre la place de la Réunion et la place des Grès)                                                                                        | Sur le cadastre révisé, avant la construction de la ligne de Petite Ceinture, la rue rejoint la rue de Fontarabie. |
| Sentier des Écuyers                                                                                           | Rue supprimée | La voie longeait la ligne de la Petite Ceinture entre la rue des Orteaux et la rue d'Avron. |
| Sentier des Falaises                                                                                          | Rue de la Py | |
| Rue de la Fontaine                                                                                            | Rue supprimée | Elle reliait la rue de Belleville (rue Pelleport) à la rue de la Cour-des-Noues |
| Boulevard de Fontarabie                                                                                       | Boulevard de Charonne (section entre la rue Pierre-Bayle et la rue de Bagnolet)                                                                                | Le boulevard longeait le mur des Fermiers généraux. Il fusionne par les boulevards de Charonne et de Montreuil en 1864. |
| Petite-rue de Fontarabie                                                                                      | Rue Galleron | Le chemin apparait sur le plan d'Albert Jouvin de Rochefort (1672). |
| Rue de Fontarabie                                                                                             | Rue de Fontarabie | Le chemin apparait sur le plan d'Albert Jouvin de Rochefort (1672). Sur le cadastre révisé, avant la construction de la ligne de Petite Ceinture, la rue rejoint la rue Saint-Blaise. |
| Sentier des Gouttes-d'Or                                                                                      | Rue supprimée | Nom d'un lieu-dit. La voie est renommée ruelle du Volga en 1877. La rue reliait la rue du Volga à la rue militaire (boulevard Davout). Elle est supprimée afin d'agrandir la gare de Charonne-Marchandises. Le jardin de la Gare-de-Charonne a été aménagé sur ce site.                                                                                            |
| Ruelle des Gouttes-d'Or                                                                                       | Rue Philidor et une partie supprimée | Également appelée sentier de la Plaine. La rue prend son nom actuel en 1875. Le tronçon compris entre le passage de Lagny et le boulevard Davout est supprimé en 1902 afin d'agrandir la gare de Charonne-Marchandises. |
| Sentier des Grands-Champs                                                                                     | Rue des Grands-Champs | La rue prend son nom actuel en 1877. |
| Place des Grès                                                                                                | Place des Grès | Ancien dépôt de pavés. |
| Rue des Haies                                                                                                 | Rue des Haies | Le chemin apparait sur le plan d'Albert Jouvin de Rochefort (1672). Ancien chemin reliant le bourg de Charonne au Petit-Charonne. Sur le cadastre révisé, avant la construction de la ligne de Petite Ceinture, la rue rejoint la rue Courat. |
| Rue des Hautes-Gâtines                                                                                        | Rue Orfila | La rue prend son nom actuel en 1875. |
| Rue des Hautes-Vignoles                                                                                       | Rue de Terre-Neuve | Sur le cadastre révisé, la partie comprise entre le boulevard de Charonne et la rue Planchat est appelée rue des Basses-Vignoles, la partie entre la rue Planchat et la rue des Orteaux, chemin des Vignoles et la partie entre la rue des Orteaux et la rue des Pyrénées rue des Hautes-Vignoles (actuellement rue Vitruve). La rue prend son nom actuel en 1877. |
| Chemin de la Justice                                                                                          | Rue de la Justice | Lieu où se tenait le gibet de Charonne. La rue prend son nom actuel en 1877. |
| Rue de Lagny                                                                                                  | Rue de Lagny | Le chemin apparait sur le plan d'Albert Jouvin de Rochefort (1672). Cette voie est ouverte au XVIIe siècle sous le nom de chemin de la Pissotte (en raison du ru de Montreuil), puis chemin de Lagny, ville à laquelle elle conduit historiquement. Limite entre les communes de Charonne et de Saint-Mandé.                                                       |
| Rue de Madame                                                                                                 | Rue des Orteaux | Allée tracée vers 1720 pour relier Paris au château de Bagnolet sans passer par le bourg de Charonne. Elle prend son nom actuel en 1869. |
| Place de la Mairie                                                                                            | Place Saint-Blaise | |
| Chemin-neuf de Ménilmontant                                                                                   | Rue du Surmelin | Ancien chemin contournant le château de Ménilmontant. Il formait la limite entre les communes de Charonne et Belleville. La rue prend son nom actuel en 1877. |
| Rue Militaire                                                                                                 | Boulevard Davout (section entre la porte de Bagnolet et la rue de Lagny) et boulevard Mortier (section entre la porte de Bagnolet et la porte de Ménilmontant) | La rue longeait l'enceinte de Thiers. |
| Rue Mondétour                                                                                                 | Rue de l'Indre | La rue prend son nom actuel en 1877. |
| Chemin des Montibeux                                                                                          | Rue des Montibœufs | La rue, réunie avec le sentier des Bas-Montibœufs, prend son nom actuel en 1877. |
| Boulevard de Montreuil                                                                                        | Boulevard de Charonne (section entre la rue d'Avron et la rue de Lagny)                                                                                        | Le boulevard longeait le mur des Fermiers généraux. Il fusionne avec les boulevards de Charonne et de Montreuil en 1864. |
| Grande rue de Montreuil                                                                                       | Rue d'Avron | Route de Paris à Montreuil. Axe principal du Petit Charonne. Le chemin apparait sur le plan d'Albert Jouvin de Rochefort (1672). La rue prend son nom actuel en 1877. |
| Vieille rue de Montreuil                                                                                      | Rue du Volga | Ancienne route de Paris à Montreuil. La rue prend son nom actuel en 1877. |
| Sentier Mouraud                                                                                               | Rue Mouraud (section entre la rue des Rasselins et la rue de la Croix-Saint-Simon)                                                                             | La rue, réunie avec le sentier du Clos-Réglise, prend son nom actuel en 1877. |
| Rue des Ormeaux                                                                                               | Rue des Ormeaux | |
| Rue des Ormes                                                                                                 | Rue Auger | |
| Rue des Osiaux                                                                                                | Rue supprimée | La rue est rebaptisée en 1895 rue de Voulzie. La rue a été supprimée et le square du Docteur Jacques-Joseph Grancher a été aménagée à son emplacement. |
| Rue de Paris                                                                                                  | Rue de Bagnolet (section entre le boulevard de Charonne et la rue Saint-Blaise)                                                                                | Axe central du village. |
| Chemin ou rue des Partants                                                                                    | Rue des Partants et rue Villiers-de-l'Isle-Adam (section entre la rue Sorbier et la rue Pelleport)                                                             | Cet ancien chemin rural marquait la limite entre les communes de Charonne et Belleville. |
| Rue Perlet | Rue supprimée | La rue est supprimée lors de la construction de l'hôpital Tenon. |
| Chemin-de-ronde-du-Père-Lachaise                                                                              | Rue des Rondeaux (section entre la rue des Rondeaux et la rue Émile-Landrin)                                                                                   | |
| Chemin de la Porte-des-Vaches                                                                                 | Impasse Haxo | La rue prend son nom actuel en 1877. |
| Sentier de la Py                                                                                              | Rue de la Py (section entre la rue de la Py et la rue Belgrand)                                                                                                | La rue prend son nom actuel en 1877. |
| Traverse de la Py                                                                                             | Rue Martin-Garat | La rue devient impasse de la Py en 1877. Elle prend son nom actuel en 1905. Elle est prolongée jusqu'à la rue Géo-Chavez en 1930. |
| Rue des Quatre-Jardiniers                                                                                     | Rue des Maraîchers (section entre la rue de Lagny et la rue d'Avron)                                                                                           | La rue est réunie à la rue du Chemin-de-Fer et au sentier de la Voie-Neuve pour former la rue des Maraîchers en 1869. |
| Rue des Rats                                                                                                  | Rue Pierre-Bayle | Le chemin apparait sur le plan d'Albert Jouvin de Rochefort (1672) sous le nom de rue de Lair. Rue à cheval sur Paris (rue de Mont-Louis depuis 1869) et Charonne de part et d'autre de la barrière des Rats. |
| Place de la Réunion                                                                                           | Place de la Réunion | |
| Rue de la Réunion                                                                                             | Rue de la Réunion (Section entre la place de la Réunion et la rue d'Avron)                                                                                     | |
| Rue Riblette                                                                                                  | Rue Riblette | Ancienne rue du bourg de Charonne. La rue apparait sur le plan d'Albert Jouvin de Rochefort (1672). |
| Rue des Rondeaux                                                                                              | Rue des Rondeaux | |
| Sentier des Rondonneaux                                                                                       | Rue Émile-Landrin | Nommée également sentier de la Cloche. Renommée plus tard passage des Rondonneaux. |
| Rue Saint-André                                                                                               | Rue du Repos | Le chemin apparait sur le plan d'Albert Jouvin de Rochefort (1672). |
| Rue Saint-Germain                                                                                             | Rue Saint-Blaise | Ancien axe central du bourg dans l'axe de l'église Saint-Germain. Le chemin apparait sur le plan d'Albert Jouvin de Rochefort (1672). À l'origine tronçon de la route de Charonne à Saint-Mandé qui fut coupée en deux lors de la construction de l'enceinte de Thiers.                                                                                            |
| Rue de Vincennes                                                                                              | Rue des Balkans | La rue prend son nom actuel en 1877. |
| Sentier de la Voie-Neuve                                                                                      | Rue des Maraîchers (section entre la rue d'Avron et la rue des Orteaux)                                                                                        | La rue est réunie à la rue du Chemin-de-Fer et à la rue des Quatre-Jardiniers pour former la rue des Maraîchers en 1869. |

## Les lieux-dits
Liste des lieux-dits situés de part et d’autre du grand chemin de Paris à Bagnolet, en venant de paris :

### Côté impair
- la Gâtine ;
- la Haute-Gâtine ;
- la Basse-Gâtine ;
- le Rondeaux ;
- le Buat ;
- l’Aunay ;
- Baltreux ;
- Landrier ;
- la Cour des Noues ;
- le Pereu ;
- les Dives ;
- les Cours Cornettes ;
- Derrière l’Église ;
- Plâtrières ;
- les Gouvieux ;
- les Justices ;
- Falaise ;
- Montibeu ;
- les Champeaux.

### Côté pair
- Fontarabie ;
- les Vignolles ;
- les Traverses ;
- Moulin Gobert ;
- Boulée ;
- le Clos Rosselin
- la Croix Saint-Simon ;
- les Mézières ;
- la Croix de Montreuil ;
- Bonnemine ;
- Bélébas ;
- les Gouttes d’or ;
- les Garennes ;
- la Croix Saint-Germain.

### Autres lieux-dits
- la Butte ;
- Basfroy ;
- les Bauges ;
- les Carrières ;
- la Friche-de-la-Roue ;
- Franquelin ;
- les Houzeaux ;
- la Madeleine ;
- Picquebœuf ;
- Poille ;
- les Retraites ;
- les Rats ;
- les Sablons ;
- la Tournelle ;
- la Taphine.

## Personnalités liées à la commune
- Marie Lumagne (1599-1657) Fondatrice de la Communauté de Filles de la Providence de Dieu.
- Jean-Jacques Rousseau (1712-1778) venait y faire de fréquentes promenades (Rêveries d'un promeneur solitaire, 1776).
- Nicolas Le Camus de Mézières (1721-1789), architecte, résida au 5 rue Saint-Blaise. La maison fut détruite en 1929[5].
- Antoine Fouquier-Tinville (1746-1795) louait ou possédait en 1786 une maison de campagne au 28, rue Saint-Blaise.
- Gaspard Boizart était propriétaire d'une maison construite en 1723 par l’architecte Jean-François Blondel à l'angle de la rue Saint-Blaise et de la rue de Bagnolet.
- Anne François Charles Treillard (1764-1832), général de division, est mort à Charonne où il possédait une maison.
- Louis Claude du Chastel (1772-1850), maréchal de camp, mort dans sa maison à Charonne est inhumé aux côtés de sa seconde épouse née Antoinette-Rosalie Dubor (†1840) et de sa petite-fille Antoinette Morel-Fatio (†1846) au cimetière paroissial de Saint-Germain de Charonne[22].
- Eugène Clément (1824-1905), photographe et parolier, y est né.